# Avex presents 桃井はるこのニコニコRADIO
avex presents 桃井はるこのニコニコRADIO（エイベックスプレゼンツ ももいはるこのニコニコラジオ）は、文化放送で放送されていたラジオ番組。2007年4月5日放送開始、2008年3月27日終了。

## 放送時間
- 毎週木曜日 25:00 - 25:30

## パーソナリティ
- 桃井はるこ （声優・歌手）
- 橋本まい （声優）

## コーナー
- ヲタの国から

ヲタクならではのあるあるネタを紹介するネタコーナー。
- 日本最強

この番組でやって欲しい事を募集して、それを実際にやってみよう、というコーナーだったが、大きな展開がないまま終了した。
- ま〜インフォメーション

橋本まいが紹介するインフォメーション。なので、「ま〜インフォメーション」。
主にavexの最新情報を紹介している。
- CODE-Eで、いいんです!

リスナーのちょっと変わった特殊な趣味や特技に、「いいんです!」と太鼓判を押してもらうコーナー。
- CALL-E(期間限定コーナー)

## ゲスト
- ♯3野川さくら（4月19日）
- ♯5楠田敏之（5月3日）
- ♯7仙台エリ（5月17日）
- ♯10喜多村英梨（6月7日）
- ♯12矢吹春奈（6月21日）
- ♯13小林ゆう（6月28日）
- ♯19河原木志穂（8月9日）
- ♯20山本麻里安（8月16日）
- ♯29杉田智和（10月18日）
- ♯38門脇舞以（12月20日）
- ♯39曽利文彦（12月27日）